# Фуков край
„Фуков край“ е измислен от Дж. Р. Р. Толкин район в Средната земя, присъстващ във „Властелинът на пръстените“ и „Хобитът“. Създаден е през 2340 година от Третата епоха от Горхендад Старофук, 740 години след появата на Графството. Фуков край е разположен между река Брендивин и Старата гора, земи заселени от хобити. Горхендад построил Бренди-палат и от този момент нататък Фуков край се управлява от неговото семейство, което сам той нарекъл Брендифук. Най-голямо селище било Фукови оврази, но с нарастването на населението се появили и други, по-малки селца. Но славата на Брендифуковци се разпрострирала извън Фуков край. Те били по-различни от останалите хобити. Дали заради близостта си към Старата гора, причината за построяването на Високия плет, предпазващ източната им граница, или за родствената им връзка с Дъждокрийците, но Брендифуковци били по-смели и склонни за приключение от останалите.
Фуков край е и мястото където е израснал Фродо Бегинс. Преди да поеме към Ломидол през 3018 година той купил къща и заявил, че се премества там. Вместо това обаче, той навлязъл в Старата гора и напуснал Графството.